# Devil McCare
Devil McCare è un film muto del 1919 diretto da Lorimer Johnson (Lorimer Johnston). È conosciuto anche con il titolo Devil M'Care.

## Trama
Mary Archer è una manicure che lavora in una grande città. Innamorata di Devil McCare, un ranchero che arriva dal West, lo conquista a dispetto di tutte le ragazze della buona società che hanno cercato di far colpo su di lui. Dopo tutti i racconti sulla vita nel West che le fa Devil, la ragazza - affascinata - segue il cowboy fino a Sour Lake. Vi trova lavoro come manicure, diventando una professionista di successo. Dopo alcuni risvolti avventurosi, i due, alla fine convoleranno a giuste nozze.

## Produzione
Il film fu prodotto dalla David Horsley Productions.

## Distribuzione
Distribuito dalla Triangle Distributing il film uscì nelle sale cinematografiche statunitensi il 20 aprile 1919.